# Rejon ułagański
Rejon ułagański (ros. Улаганский район, ałt. Улаган аймак) – jeden z 10 rejonów w Republice Ałtaju. Stolicą rejonu jest Ułagan. 
100% populacji to ludność wiejska, ponieważ w rejonie nie ma żadnego miasta.